# Ringaren i Notre Dame (film, 1923)
För andra betydelser, se Ringaren i Notre Dame (olika betydelser).
Ringaren i Notre Dame är en amerikansk stumfilm från 1923, baserad på den skräckromantiska romanen Ringaren i Notre Dame av Victor Hugo från 1831. Filmen var en av Universal Studios mest kända skräckfilmer från stumfilmstiden och en av Lon Chaneys mest kända och även en av de stumfilmer som dragit in mest pengar. Idag är filmen släppt under public domain.[källa behövs]

## Handling
Filmen handlar om Quasimodo som bor i Notre Dame och hans enda vänner är stenfigurerna där. Han blir kär i zigenarflickan Esmeralda.

## Rollista i urval
- Lon Chaney – Quasimodo
- Patsy Ruth Miller – Esmeralda
- Norman Kerry – Phoebus de Chateaupers
- Kate Lester – Madame de Condelaurier
- Winifred Bryson – Fleur de Lys
- Nigel De Brulier – Don Claudio
- Brandon Hurst – Jehan
- Ernest Torrence – Clopin
- Tully Marshall – Louis XI
- Raymond Hatton – Gringoire